# نبرد دیرالجثالیق
نبرد مسکن یا دیرالجثالیق، (دیرالجثالیق نام یک صومعه نسطوری نزدیک به جنگ)، یک درگیری نظامی تعیین‌کننده در فتنه دوم (۶۹۲–۶۸۰) بود. این نبرد در اواسط اکتبر ۶۹۱ در نزدیکی بغداد کنونی در ساحل غربی رودخانه دجله بین ارتش خلافت اموی عبدالملک بن مروان و نیروهای مصعب بن زبیر (برادر عبدالله بن زبیر خلیفه حجازی)، فرماندار آل زبیر در عراق، انجام شد.
زمانی که نبرد آغاز شد، بیشتر نیروهای مصعب از جنگ امتناع کردند و به‌طور مخفیانه به عبدالملک وفادار شدند و فرمانده اصلی مصعب، ابراهیم بن مالک اشتر، در میدان نبرد کشته شد. مصعب نیز به زودی پس از آن به قتل رسید که منجر به پیروزی امویان و بازپس‌گیری عراق شد، که راه را برای بازپس‌گیری امویان از حجاز (عربستان غربی) در اواخر ۶۹۲ هموار کرد.

## موقعیت
نبرد در نزدیکی دیر الجثالیق (صومعه جاثلیق)، یک صومعه نسطوری واقع در اطراف مسکن، روی داد. مسکن در غرب رودخانه دجله و در ساحل غربی کانال قدیمی دجیل، حدود ۵۰ تا ۵۵ کیلومتر شمال بغداد و ۳ کیلومتری جنوب روستای سُمَیْکَة قرار داشت. محل باستانی مسکن امروزه به عنوان خرابه‌های مسکن شناخته می‌شود. دیر الجثالیق احتمالاً محل تل الدیر است، تپه‌ای که ۶ کیلومتر (۳٫۷ مایل) از سُمَیْکَة واقع شده است.

## ریشه تاریخی
در سال ۶۸۳ میلادی، یزید بن معاویه، خلیفهٔ اموی، درگذشت و پسر نوجوانش معاویه دوم جانشین او شد؛ اما معاویه دوم تنها چند هفته پس از به قدرت رسیدن مرد. با نبود جانشینی شایسته در میان فرزندان یزید، اقتدار امویان در پایتخت خلافت، دمشق، در پی این خلأ رهبری فروپاشید.
در شهرهای مکه و مدینه، نه یزید و نه پسرش به عنوان خلیفه‌های مشروع شناخته نمی شدند. پس از مرگ یزید، عبدالله بن زبیر که در مکه مستقر بود، به عنوان خلیفه به رسمیت شناخته شد. حاکمیت او به‌زودی بیشتر استان‌های خلافت را دربر گرفت و او برادرش مصعب را به عنوان والی عراق منصوب کرد.
در همین حال، قبایل عرب در مرکز و جنوب سوریه که همچنان وفادار به امویان بودند، به همراه عبیدالله بن زیاد، والی برکنار شده عراق، مروان بن حکم را به عنوان خلیفه برگزیدند. مروان از شاخه‌ای دیگر از خاندان اموی بود که پیش‌تر از مدینه تبعید شده بودند. سپس امویان که جان تازه‌ای گرفته بودند، قبایل قَیسیِ طرفدار زبیریان را در نبرد مرج راهط در نزدیکی دمشق در سال ۶۸۴ شکست دادند و تا مارس ۶۸۵ مصر را نیز به تصرف درآوردند. مروان در همان سال درگذشت و پسرش عبدالملک جانشین او شد که تمرکز خود را به سمت عراق معطوف کرد.
عبدالملک سپاهی اموی به فرماندهی ابن زیاد به عراق فرستاد، اما این سپاه در نبرد خازر در آگوست ۶۸۶ به‌دست نیروهای مختار ثقفی، نجیب‌زادهٔ طرفدار علویان در کوفه، شکست سختی خورد. این شکست برنامه‌های عبدالملک برای تصرف عراق را به تعویق انداخت و او تمرکز خود را به تحکیم کنترل در سوریه و منطقه جزیره و جلب حمایت اشراف قبایل عرب در عراق معطوف کرد.
مختار در سال ۶۸۷ توسط مصعب شکست خورده و کشته شد، پس از آنکه اشراف قبایل کوفه به زبیریان در بصره پیوستند. با حذف مختار، تنها دو مدعی اصلی برای خلافت باقی ماندند: زبیریان و امویان. مصعب یکی از فرماندهان برجسته‌اش، مهلب بن ابی‌صفره، را به عنوان والی موصل، جزیره، ارمنستان و آذربایجان منصوب کرد. به عنوان فرماندار ناحیه‌ای که بین عراق زبیری و شام اموی قرار داشت، مهلب مسئول دفاع از عراق در برابر تهاجم امویان بود. او همچنین تلاش کرد تا منطقه خود را از وفاداران باقی‌مانده مختار، که به "خشبیه" معروف بودند و هنوز کنترل نصیبین را در دست داشتند، پاکسازی کند.

### نخستین رویارویی و شورش جُفریه
در سال ۶۸۹ میلادی، عبدالملک بن مروان برای حمله به عراق به راه افتاد و در تابستان، درنهر الذهب، ایستگاهی مرزی در ناحیهٔ جُند قِنَّسرین در شمال سوریه، حدود ۳۰ کیلومتری شرق حلب، اردو زد. در همین زمان، مصعب بن زبیر برای مقابله با این تهاجم، نیروهای خود را در بَجُمَیْرا، ایستگاهی نزدیک تکریت، بسیج کرد. این دو نقطه هرچند در مسیر اصلی میان شام و عراق قرار داشتند، اما فاصله قابل‌توجهی از یکدیگر داشتند.
در طول این رویارویی، عبدالملک به قبایل هم‌پیمان خود در بصره پیام فرستاد و در ازای حمایتشان علیه زبیریان، وعدهٔ پاداش مالی داد. شماری از اشراف قبایلی، از جمله مالک بن مِسْمَع، رئیس شاخه بنی‌بکر از تیره ربیعه، پاسخ مثبتی دادند. این امر زمینه را برای اعزام خالد بن عبدالله بن خالد بن اسید، از خویشاوندان عبدالملک، به بصره فراهم کرد. بر پایه روایت دیگر، خالد خود پیشنهاد این مأموریت را داده بود.
در هر صورت، خالد توانست حمایت قبایل بَکْر به رهبری ابن مسمع و همچنین قبایل ازد به رهبری زیاد بن عمرو اتّاکی را جلب کند. نیروهای طرفدار او با سپاه زبیری به فرماندهی عمر بن عبیدالله بن معمر در منطقه‌ای به نام الجُفْرَة، در اطراف بصره، روبرو شدند. به همین سبب، هواداران خالد بعدها با نام جُفریه شناخته شدند.
نبرد میان دو طرف ۲۴ تا ۴۰ روز ادامه داشت. در این مدت، مصعب که همچنان در بَجُمَیرا مستقر بود، هزار سواره‌نظام به فرماندهی زُهْر بن قیس جُعفی برای تقویت نیروهایش فرستاد. عبدالملک نیز نیروی کمکی به رهبری عبیدالله بن زیاد بن زَبیان، یک نجیب‌زاده کوفی که در پی انتقام از مصعب برای کشته شدن برادرش در سرکوب شورش مختار بود، اعزام کرد. اما نیروهای کمکی عبدالملک دیر رسیدند و طرفداران زبیریان در میدان نبرد دست بالا را یافتند، که سرانجام منجر به مذاکره و آتش‌بس شد.
در نهایت، خالد اجازه یافت به دمشق بازگردد، در حالی‌که ابن مسمع زخمی شد و به یَمامه در عربستان مرکزی گریخت. در جریان این درگیری‌ها، عبدالملک ناگزیر شد اردوگاه خود در بطْنان حبیب را ترک کند تا با کودتای نافرجام خویشاوندش الاشدق در دمشق مقابله کند.
مصعب پس از بازگشت به بصره، شورش جفریه را با خشونت سرکوب کرد، که این اقدام باعث شد بسیاری از اشراف بصره از او رویگردان شوند.

### دومین رویارویی و تصرف جزیره توسط امویان
در تابستان سال ۶۹۰ میلادی، عبدالملک بن مروان و مصعب بن زبیر بار دیگر در بُطْنان حبیب و بَجُمَیرا، به ترتیب در شمال شام و نزدیکی تکریت، اردو زدند. مصعب موقعیت خود را تا فصل زمستان حفظ کرد، اما در نهایت هر دو طرف به پایگاه‌های خود در بصره و دمشق بازگشتند.
فرماندهان شامی عبدالملک به او توصیه کردند از تلاش‌های بیشتر برای تصرف استان عراق، که آن را دشوار و بی‌ثبات می‌دانستند، صرف‌نظر کند. با این حال، خلیفه به این توصیه‌ها توجهی نکرد و در سال ۶۹۱ بار دیگر به سمت عراق حرکت کرد.
در بیشتر تابستان آن سال، عبدالملک قلعهٔ استراتژیک قرقِسیاء (Qarqisiya / Circesium) در کرانه رود ]]فرات]] را که در محل تلاقی شام و عراق قرار داشت، محاصره و حمله کرد. این قلعه در اختیار زُفَر بن حارث کِلابی، رهبر قَیسی طرفدار زبیریان، بود. چون موفق به بیرون راندن زفر نشد، عبدالملک وارد مذاکره با او و پسرش حُذَیل شد و امتیازات مالی و سیاسی سخاوتمندانه‌ای به آن‌ها پیشنهاد کرد.
در نهایت، آن‌ها با امویان آشتی کردند و حُذَیل همراه با قبایل قیس به ارتش عبدالملک پیوست. البته خود زفر، به احترام پیمانی که پیش‌تر با عبدالله بن زبیر بسته بود، شخصاً در لشکرکشی علیه زبیریان شرکت نکرد.
پس از این موفقیت، عبدالملک به سوی نَصِیبین پیشروی کرد. در آنجا، دو هزار نفر از خشبیه (طرفداران باقی‌مانده مختار ثقفی) که کنترل شهر را در اختیار داشتند، پس از دریافت عفو عمومی از خلیفه، تسلیم شده و به سپاه اموی پیوستند. این رویدادها به تقویت قابل توجه جایگاه عبدالملک در منطقه جزیره (شمال بین‌النهرین) انجامید و گامی مهم برای تسخیر عراق توسط امویان به‌شمار رفت.

### پیش‌درآمد نبرد
در سپتامبر یا اکتبر سال ۶۹۱ میلادی، عبدالملک بن مروان در رأس سپاه شامی خود در منطقه‌ای به نام مسکن اردو زد. فرماندهی ارتش در دست اعضای خانواده او بود: محمد بن مروان، برادرش، فرمانده مقدمه سپاه بود و دو پسر یزید، یعنی خالد و عبدالله، به ترتیب فرماندهی جناح چپ و راست را بر عهده داشتند. در همان زمان، مصعب بن زبیر در بَجُمَیرا اردو زد.
مصعب برای دفاع از موقعیت خود در برابر سپاه اموی، خندقی عمیق و مستحکم در نزدیکی مسکن حفر کرد و استحکاماتی بنا کرد. استحکام این خندق چنان بود که تا میانهٔ قرن نهم میلادی نیز وجود داشت و در آن زمان به نام خرابه‌های مصعب شناخته می‌شد.
در زمان این نبرد، نیروهای خبره و مجرب بصره که تحت فرماندهی مهلب بن ابی‌صفره بودند، به‌خاطر اختصاص یافتن به نبرد با خوارج که بصره را تهدید می‌کردند، در کنار مصعب حضور نداشتند. در نتیجه، بیشتر نیروهای بصره همراه مصعب نبودند. از میان همراهان نیز، بسیاری از تیره ربیعه بودند که نسبت به سرکوب اقوامشان در سال گذشته توسط مصعب کینه داشتند.
بیشتر سپاه مصعب را قبایل عرب کوفه تشکیل می‌دادند. بسیاری از آن‌ها نیز نسبت به مصعب دل خوشی نداشتند، چرا که وی در سال ۶۸۷ میلادی پس از سرکوب قیام مختار ثقفی، شمار زیادی از هواداران کوفی مختار را اعدام کرده بود.
در این شرایط، عبدالملک که در مسکن اردو زده بود، از اختلافات داخلی در اردوگاه مصعب بهره‌برداری کرد. او به صورت محرمانه با سران قبایل سپاه مصعب تماس برقرار کرد و به آن‌ها وعدهٔ پاداش و حکمرانی بر منطقه اصفهان از استان جبال یا دیگر امتیازات را در ازای خیانت و پیوستن به اردوی اموی داد.
ابراهیم بن مالک اشتر، یکی از فرماندهان وفادار به مصعب، مصعب را آگاه ساخت که نامه‌ای از طرف عبدالملک دریافت کرده ولی هنوز آن را باز نکرده است. او هشدار داد که به احتمال زیاد همه فرماندهان دیگر نیز چنین نامه‌هایی دریافت کرده‌اند اما موضوع را پنهان کرده‌اند. ابراهیم پیشنهاد داد که مصعب همه این فرماندهان مشکوک را اعدام کند.
اما مصعب این پیشنهاد را رد کرد؛ او نگران بود که اعدام فرماندهان، باعث شورش قبایل تحت فرمان آن‌ها شود. ابراهیم سپس راه‌حل میانه‌ای پیشنهاد داد: این که مصعب فرماندهان خائن را بازداشت کرده و به عنوان گروگان نگه دارد و در صورت پیروزی آن‌ها را آزاد، و در صورت شکست، اعدام کند. با این حال، مصعب این کار را نیز دشوار و غیرضروری دانست و در آستانه نبرد، از اجرای آن خودداری کرد.

## آورد
در اواسط اکتبر سال ۶۹۱ میلادی، سپاهیان عبدالملک بن مروان و مصعب بن زبیر در منطقه‌ای به نام دَیْر الجاثَلیق (صومعهٔ جاثلیق؛ در نزدیکی دجله) به یکدیگر رسیدند. نبرد با حملهٔ ابراهیم بن اشتر و یارانش به مقدمهٔ سپاه عبدالملک، که تحت فرماندهی محمد بن مروان (برادر عبدالملک) بود، آغاز شد و آن‌ها را مجبور به عقب‌نشینی کرد.
در واکنش، عبدالملک دستور داد که عبدالله بن یزید و جناح راست سپاه وارد میدان شوند و همراه با نیروهای محمد، به سمت سپاه مصعب هجوم برند. در جریان این درگیری‌ها، ابراهیم بن اشتر، فرمانده برجسته و وفادار مصعب، کشته شد؛ همچنین مسلم بن عمرو باهلی، فرمانده جناح راست مصعب نیز که زخمی شده بود، پیش از مرگ موفق شد از عبدالملک برای پسرش، قتیبه بن مسلم، امان بگیرد. قتیبه بعدها به یکی از مهم‌ترین سرداران اموی در اوایل قرن هشتم تبدیل شد.
مرگ ابن اشتر در آغاز نبرد، سرنوشت مصعب را عملاً رقم زد. عتاب بن ورقاء، فرمانده سواره‌نظام مصعب که پیش‌تر در خفا به عبدالملک پیوسته بود، همراه با سوارانش میدان را ترک کرد. دیگر فرماندهان مصعب نیز از اجرای فرمان حمله خودداری کردند و حاضر به جنگ نشدند.
تاریخ‌نگار آلمانی ولهاوزن می‌نویسد که مصعب «تقریباً تنها در میدان نبرد باقی مانده بود و همین وضعیت عجیب، این نبرد را مشهور ساخته است». پیش از حملهٔ ابن اشتر، عبدالملک تلاش کرده بود با مصعب مذاکره کند، اما مصعب نپذیرفت و طبق روایت تاریخ‌نگار هنری لامنس، تصمیم گرفت «چون مردی دلیر بمیرد».
وقتی دیگر فرماندهان مصعب حاضر به جنگ نشدند، عبدالملک پیشنهاد کرد جان او را ببخشد و حتی حکومت عراق یا هر استان دیگری را به او بسپارد، اما مصعب باز هم رد کرد. او به فرزند نوجوان خود، عیسی، و یارانش توصیه کرد که به مکه پناه برند، ولی عیسی برخلاف توصیه وارد میدان شد و کشته شد.
در نهایت، مصعب شخصاً به میدان زد، اما با تیری زخمی شد و از اسب به زیر افتاد. سپس به‌دست زائدة بن قدامه ثقفی (پسرعموی مختار)، سربازی از قبیله ثقیف، کشته شد. زائده اعلام کرد این کار را برای انتقام خون مختار ثقفی انجام داده است. پس از آن، ابن زبیان، فرمانده دیگر اموی، سر مصعب را از تن جدا کرد.
عبدالملک پس از نبرد، از مرگ مصعب ابراز اندوه کرد و طبق گفته لامنس، دستور داد شاعران در مدح دلاوری و پایان قهرمانانه‌اش شعر بسرایند.

## پیامدها
پس از پیروزی در نبرد دیر الجاثلیق و کشته شدن مصعب بن زبیر، عبدالملک بن مروان وارد کوفه شد و بیعت اشراف قبایل عرب در این شهر را دریافت کرد. او سپس استانداران جدیدی برای عراق و مناطق تابع آن منصوب کرد و ساختار حکومتی اموی را در منطقه بازسازی نمود.
در ادامه، عبدالملک به سمت جنوب و ناحیهٔ نُخیله، حومه‌ای از کوفه، حرکت کرد. از آنجا، او حَجّاج بن یوسف را به همراه ۲٬۰۰۰ سرباز شامی به سوی حجاز گسیل داشت تا باقیماندهٔ مقاومت عبدالله بن زبیر را در مکه سرکوب کند.
با از دست رفتن عراق، ابن زبیر در دژ مستحکم خود در مکه منزوی شده بود. پس از چندین درگیری کوچک در اطراف شهر، حجاج مکه را محاصره کرد. سرانجام در سپتامبر یا اکتبر سال ۶۹۲ میلادی، شهر به دست حجاج افتاد و عبدالله بن زبیر کشته شد.
مرگ ابن زبیر، رقیب اصلی خلافت اموی، پایان «فتنه دوم» (دومین جنگ داخلی مسلمانان) را رقم زد و زمینه را برای احیای کامل اقتدار امویان تحت فرمان عبدالملک بن مروان فراهم ساخت.